# Paolo Ruffini (matematico)
Paolo Ruffini (Valentano, 22 settembre 1765 – Modena, 10 maggio 1822) è stato un matematico e medico italiano.

## Biografia

### Formazione

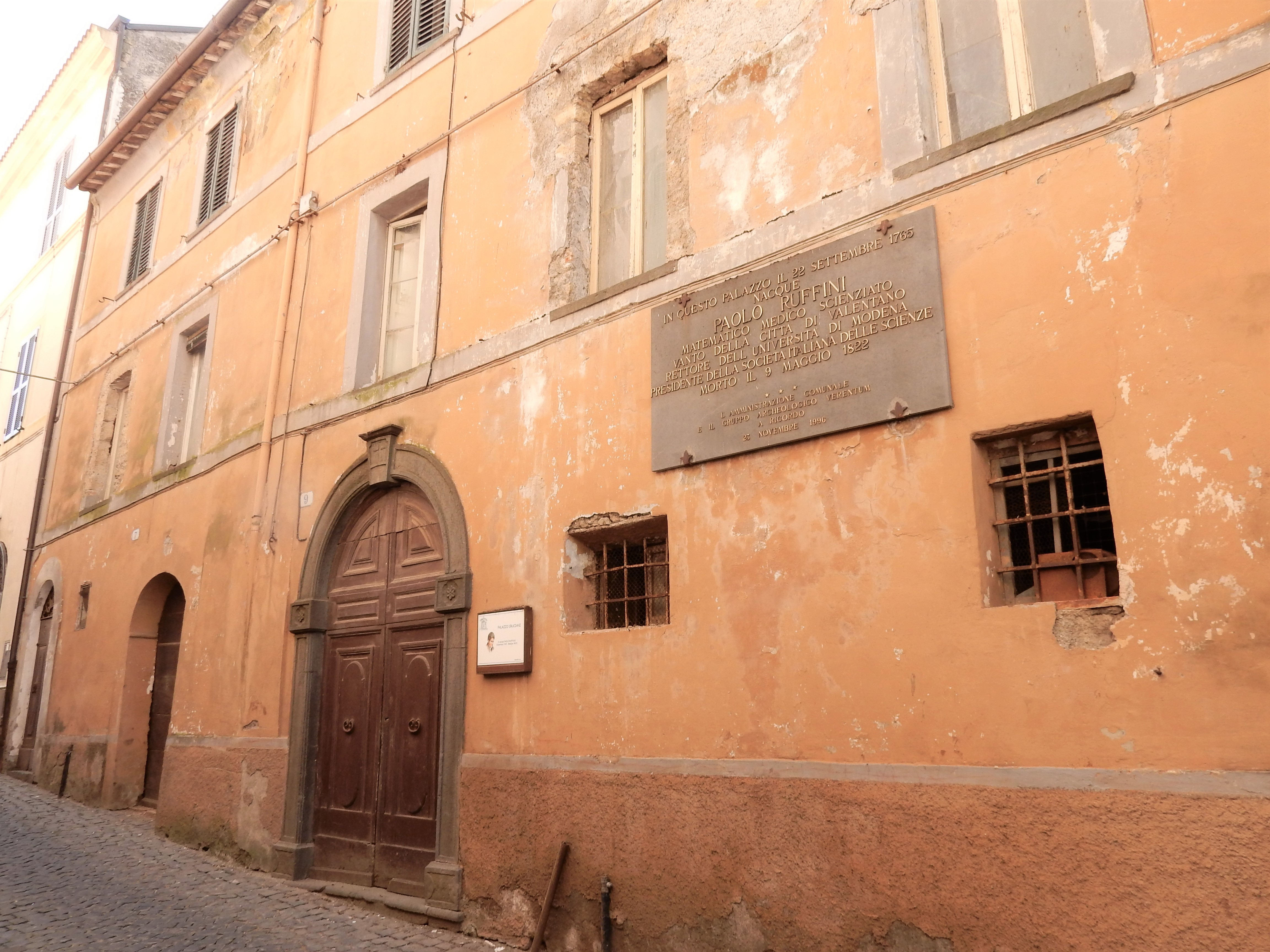
Casa natale di Paolo Ruffini a Valentano

Nacque a Valentano da Basilio Ruffini, un medico che lì si era trasferito da Reggio Emilia, e da Maria Francesca Ippoliti da Poggio Mirteto.
Nel 1783 si iscrisse all'Università di Modena, dove studiò principalmente matematica e medicina, ma anche letteratura e filosofia. Fu allievo di Luigi Fantini, noto esperto di geometria, e di Paolo Cassiani, docente di analisi matematica.

### Carriera
Il 9 giugno 1788 si laureò in filosofia, medicina e chirurgia, quindi anche in matematica. Fu professore di matematica all'Università di Modena dal 1797. Venne sospeso dall'insegnamento per un anno per non aver voluto prestare giuramento alla Repubblica Cisalpina.
Nel 1806 venne nominato socio dell'Accademia di Religione Cattolica di Roma. Gli fu poi offerta la cattedra di analisi matematica ma, chiuso l'ateneo nel 1808, passò alla Scuola di Artiglieria e Genio dell'Accademia militare istituita dal Governo napoleonico.
Nel 1814, sotto Francesco IV, riaperta l'Università di Modena, ne divenne rettore, pur continuando ad insegnare matematica applicata, medicina e clinica medica; fu nominato presidente dell'Accademia nazionale delle scienze detta dei XL, fondata nel 1782 da Anton Mario Lorgna.
Quando scoppiò l'epidemia di tifo del 1817, si ammalò curando i suoi pazienti e nonostante il parziale recupero dovette abbandonare nuovamente la cattedra nel 1819.
Morì il 10 maggio 1822. La sua tomba si trova nella chiesa di Sant'Agostino a Modena.

## Eredità scientifica

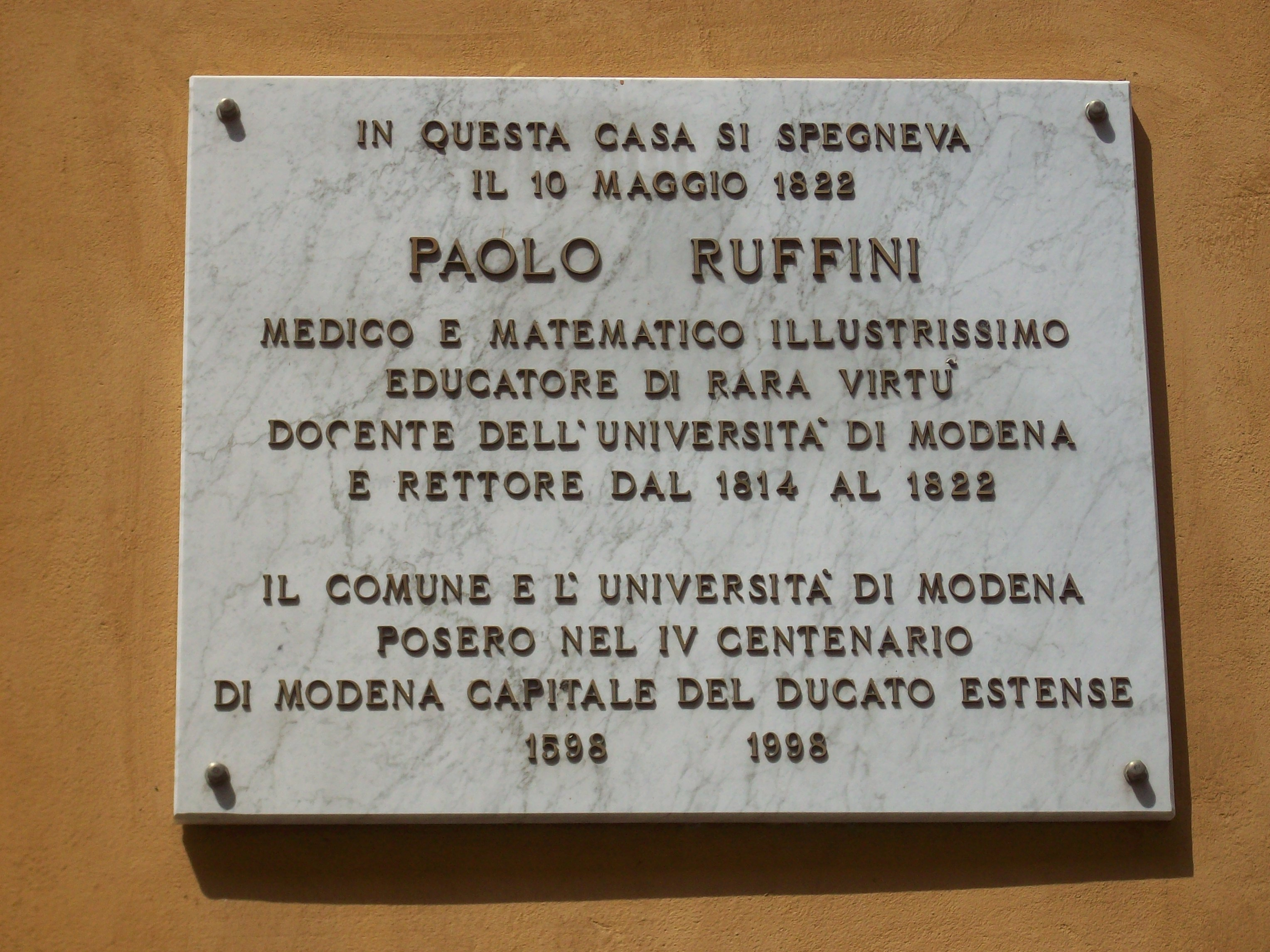
Targa posta da Comune e Università di Modena alla memoria di Paolo Ruffini

Il suo nome è legato al Teorema di Abel-Ruffini  (probabilmente ideato nel 1803 o 1805), dimostrazione parziale della irresolubilità algebrica delle equazioni di grado superiore al quarto, tramite la teoria dei gruppi, e alla regola di scomposizione dei polinomi.
Inoltre, nel 1809, egli pubblicò la regola di Ruffini, un algoritmo per effettuare la divisione di un polinomio in una variabile per un binomio di primo grado nella stessa variabile. L'algoritmo permette di trovare sia il polinomio quoziente che il polinomio resto. È un algoritmo semplificato rispetto a quello generale per la divisione di polinomi.
In campo filosofico, cercò di dimostrare l'immaterialità dell'anima.

## Opere

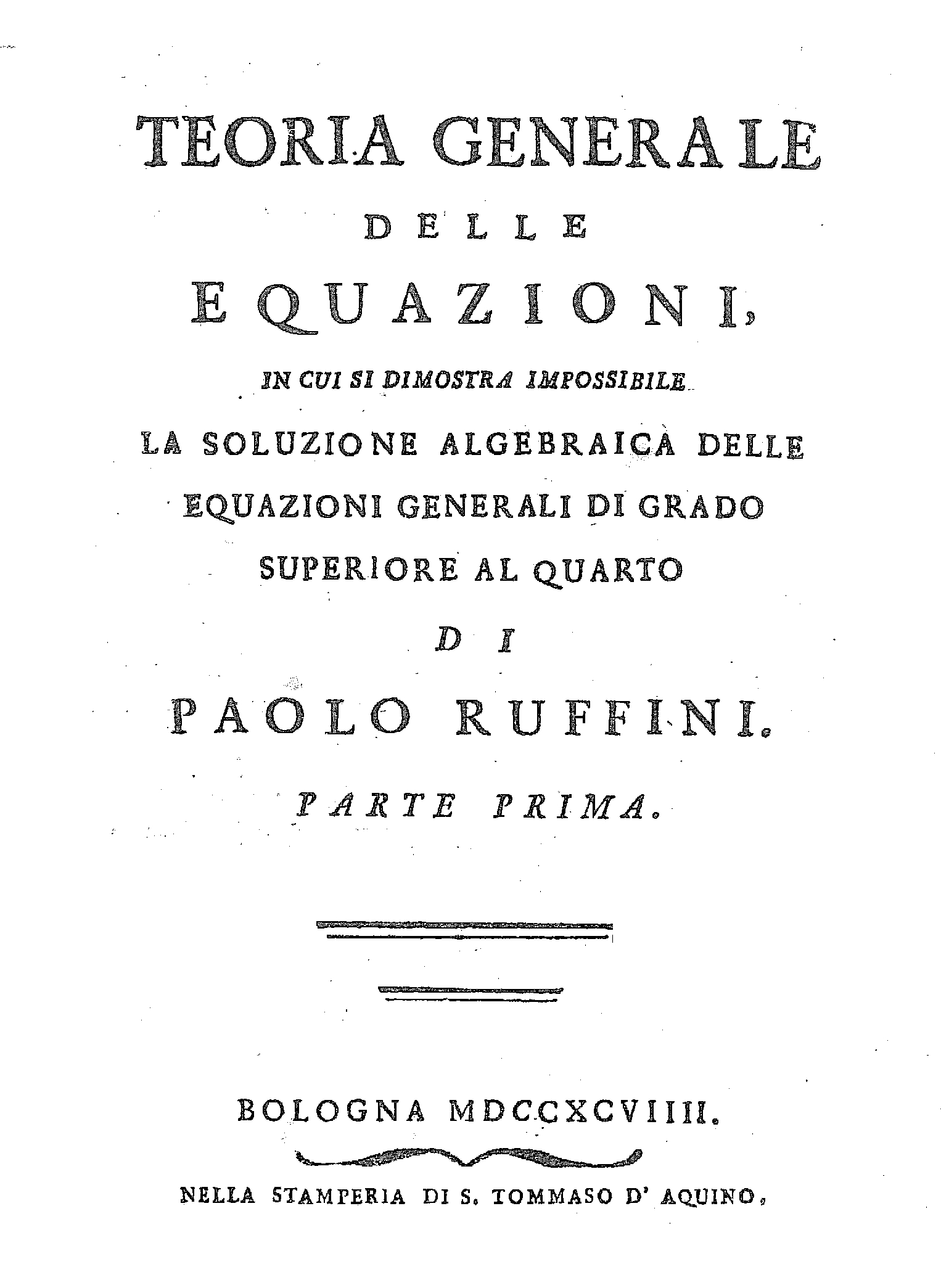
Teoria generale delle equazioni, 1799

- Paolo Ruffini, Teoria generale delle equazioni. 1, Bologna, Stamperia di S. Tommaso d'Aquino, 1799. URL consultato il 13 giugno 2015.
  - La teoria generale delle equazioni in cui è provato che la soluzione algebrica di equazioni di grado maggiore di 4 è impossibile (1799)
- Paolo Ruffini, Teoria generale delle equazioni. 2, Bologna, Stamperia di S. Tommaso d'Aquino, 1799. URL consultato il 13 giugno 2015.
- Sopra la dimostrazione delle radici nelle equazioni numeriche di qualunque grado (1804)
- Della immaterialità dell'anima, Modena 1806
- Riflessioni critiche sopra il saggio filosofico intorno alle probabilità del signor conte Laplace, Modena 1821
- Opere matematiche, Roma 1954

## Onorificenze
- A Paolo Ruffini è stato dedicato l'asteroide 8524 Paoloruffini.
- A Paolo Ruffini è dedicato il liceo scientifico di Viterbo.
- A Paolo Ruffini è dedicata la scuola elementare statale - istituto comprensivo di Valentano.
- Legion d'onore concessa il 26 agosto 1805.